# 戰鬥車輛

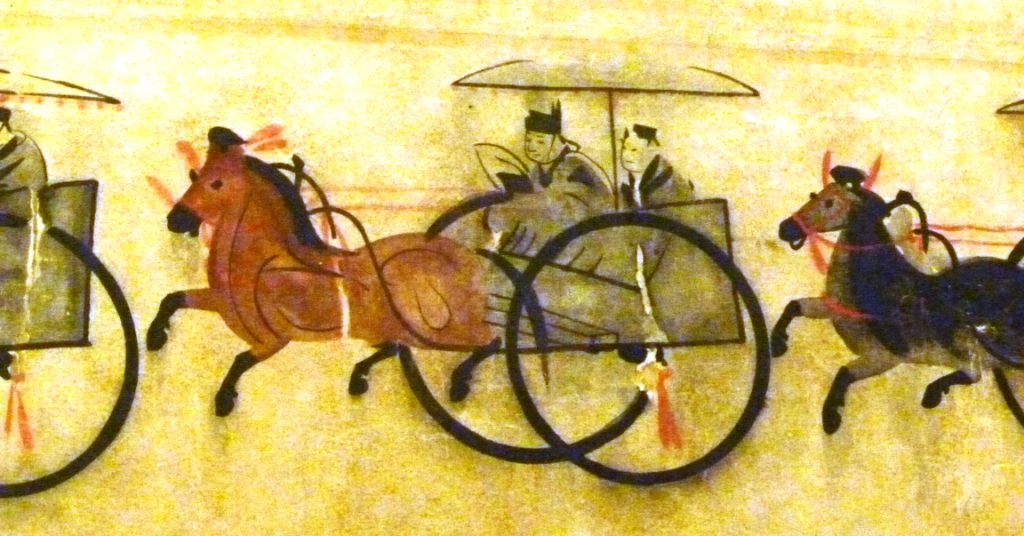
東漢馬拉戰車

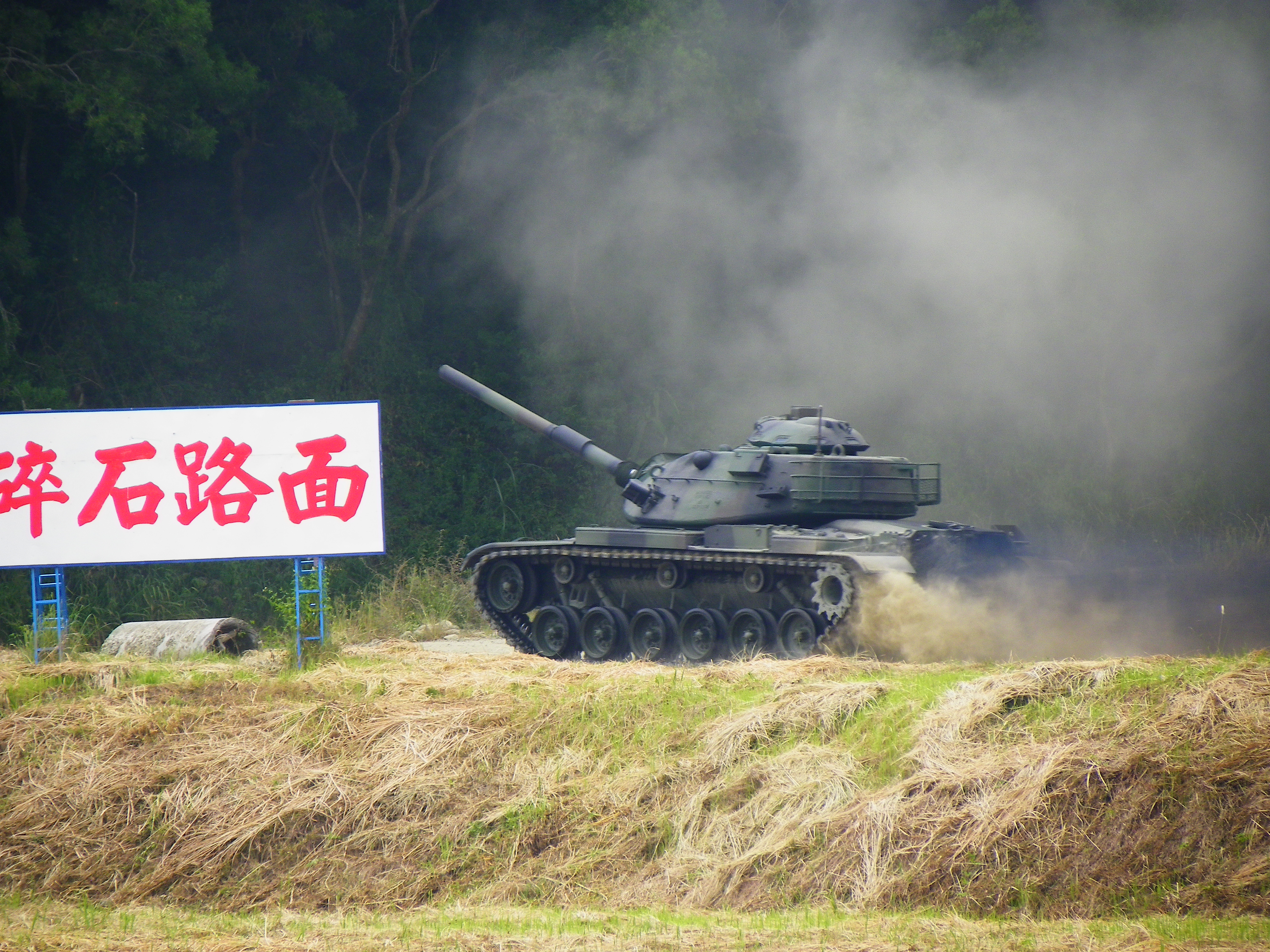
M60A3戰車

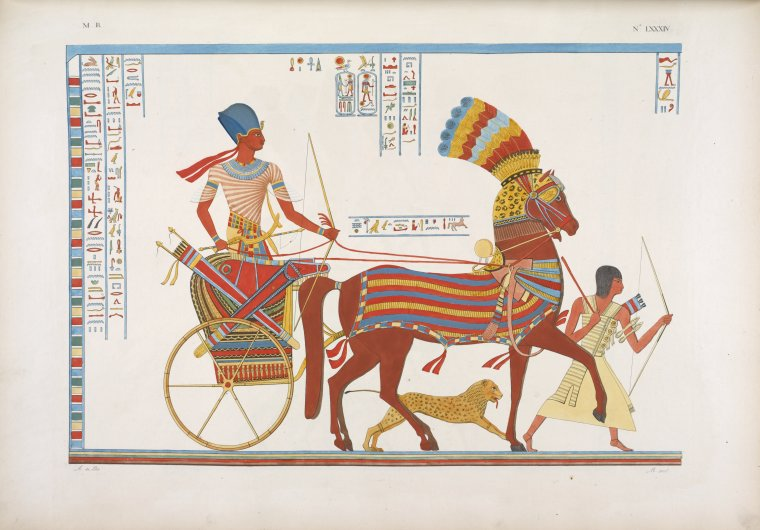
古埃及馬戰車

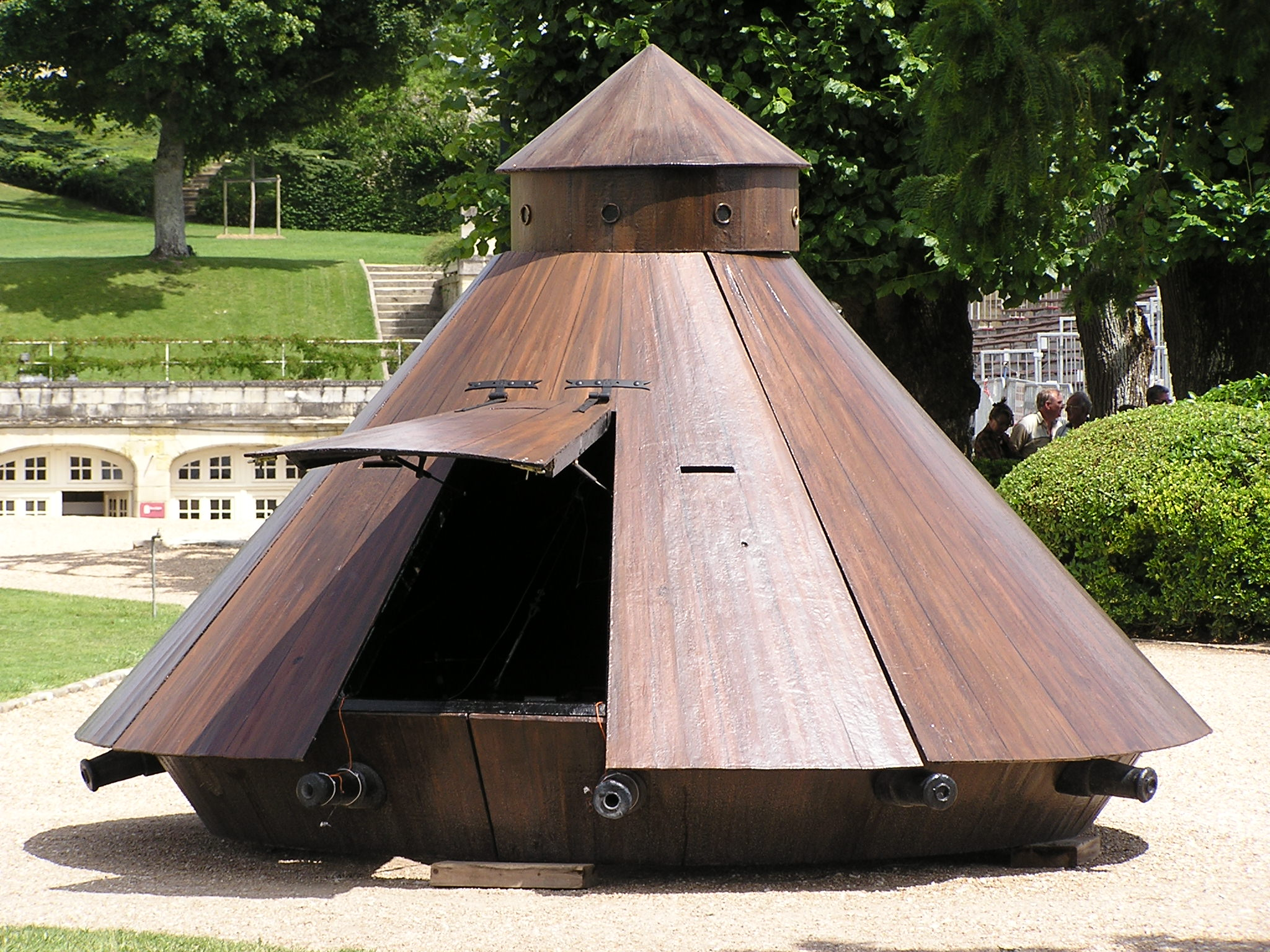
達文西設計的火槍圓形戰車

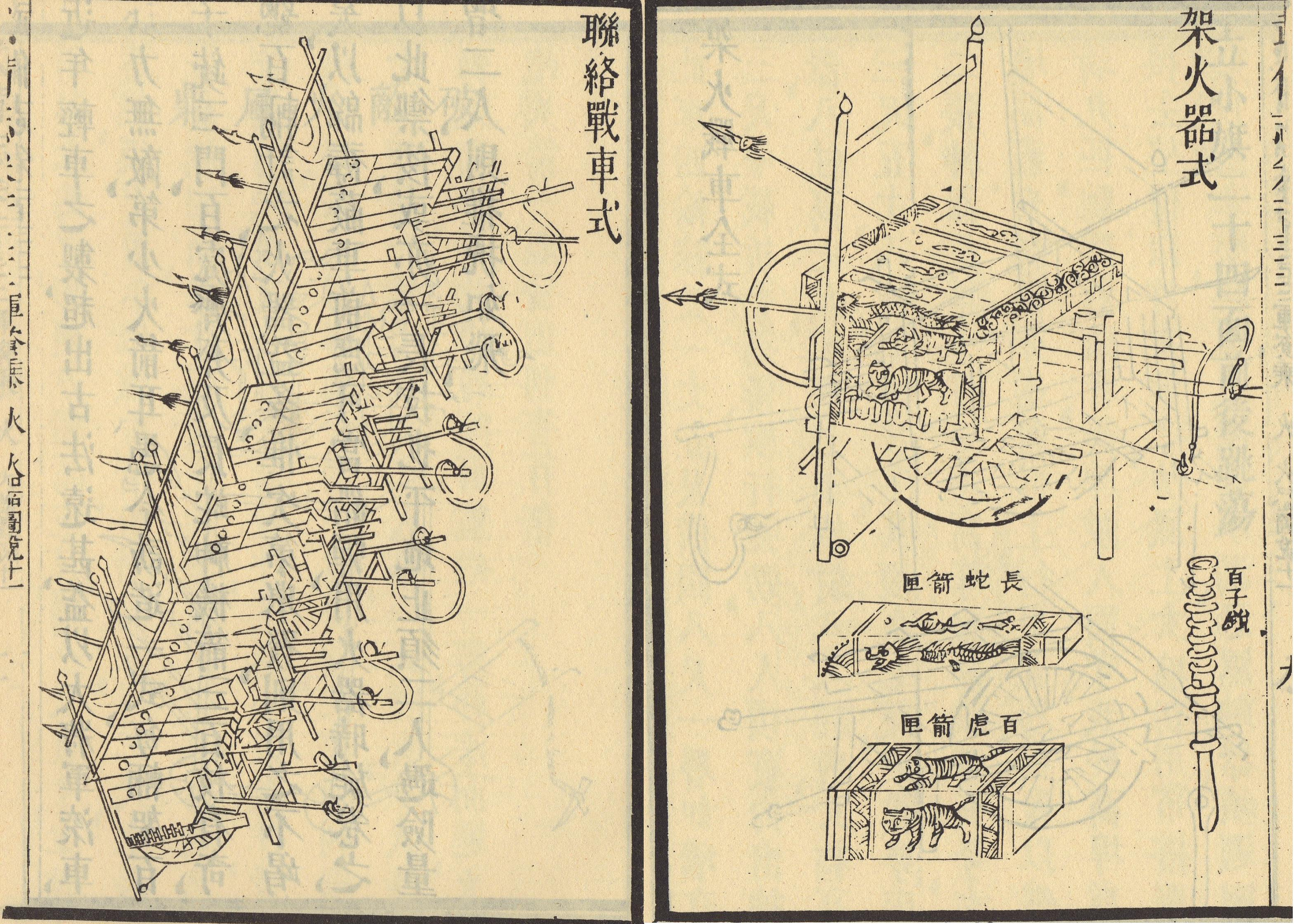
架火戰車圖示。

戰鬥車輛，简称戰車，是指用于战斗的车辆，從古至今只要是用來戰鬥的陸行載具，不論是以馬拉戰車、用以攻城的衝車、用來發射火箭的手推車或是現代的坦克與步兵戰車，都属于戰鬥車輛。

## 載具

### 古代
- 馬拉戰車：一種以馬拉動的戰鬥單位，起源於美索不達米亞，後擴散至歐亞非各地，於古典時期被世界各國廣泛使用。
- 架火戰車：明朝用來發射火箭的手推車。

### 現代

#### 直接戰鬥
- 坦克，現代陸上戰鬥用的重裝甲載具。
- 步兵戰鬥車，又稱步兵戰車：

#### 戰鬥支援
- 裝甲車

#### 火力支援
- 自走炮